# Gare de Chemillé
Gare de Chemillé – stacja kolejowa w Chemillé, w departamencie Maine i Loara, w regionie Kraj Loary, we Francji. Jest zarządzana przez SNCF (budynek dworca) i przez RFF (infrastruktura). Znajduje się na linii La Possonnière – Niort.
Stacja jest obsługiwana przez pociągi TER Pays de la Loire, kursujące między Angers i Cholet. 

## Linie kolejowe
- La Possonnière – Niort